# Limba malteză
Limba malteză (în malteză Malti) este o limbă din familia limbilor semitice vorbită în Malta, unde este limbă națională alaturi de limba engleză. Este înrudită și seamănă foarte mult cu limba arabă, în special araba magrebiană, însă de-a lungul timpului a mai suferit influențe din italiană, siciliană și engleză.
Malteza este de asemenea una dintre cele 24 de limbi oficiale ale Uniunii Europene, singura care face parte din familia semitică. Malteza este unică în comparație cu celelalte limbi semitice datorită sistemului de scriere, bazat pe alfabetul latin plus semne diacritice.